# Изодесмозин
Изодесмозин — аминокислота, изомер десмозина, отличающаяся от него лишь расположением боковых цепей на пиридиновом кольце. Вместе с десмозином скрепляет нити эластина.
В пептидных последовательностях обозначается Ide.
Изодесмозин открыт Томасом, Элсденом и Партриджем в 1963 году.